# Síndrome de Horner
A síndrome de Horner ou paralisia óculo-simpática é uma rara síndrome clínica causada pela lesão dos nervos faciais e oculares que fazem parte do sistema nervoso simpático.

## Sinais e sintomas
Os principais sinais e sintomas são:
- Ptose parcial: queda parcial da pálpebra superior por desnervação do músculo tarsal superior (músculo de Müller)
- Miose: constrição da pupila
- Enoftalmia: afundamento do olho
- Anidrose: transpiração diminuída em um dos lados da face

Em crianças a síndrome de Horner às vezes leva a uma diferença na coloração entre os dois olhos (heterocromia). Isto ocorre porque uma falta de estimulação simpática na infância interfere na pigmentação da melanina dos melanócitos no estroma superficial da íris.

## Causas
A síndrome de Horner geralmente é causada por doença neurológica, vascular, infecção ou tumor, mas pode também ser causada por deformação congênita (presente ao nascimento) ou por causas iatrogênica como tratamentos medicamentosos ou cirurgia recente. Um grande número de medicamentos pode induzir essa síndrome. Embora a maioria das causas sejam relativamente benignas, a síndrome de Horner pode refletir uma doença séria no pescoço ou peito (como o tumor de Pancoast ou dilatação venosa tireocervical) e conseqüentemente requer investigação. Outras causas incluem:
- Devido a uma lesão em um lado da cadeia simpática cervical, que afeta o mesmo lado da lesão;
- Cefaleia em salvas;
- Trauma físico na base do pescoço;
- AVC;
- Infecção do ouvido médio;
- Tumores - Exemplo: Tumor de Pancoast;
- Aneurisma aórtico, torácico;
- Neurofibromatose tipo 1;
- Bócio;
- Aneurisma aórtico dissecante;
- Carcinoma de tireóide;
- Carcinoma broncogênico;
- Esclerose múltipla;
- Dissecção de artéria carótida;
- Paralisia de Klumpke;
- Trombose do seio cavernoso;
- Simpatectomia;
- Siringomielia (cisto na medula espinhal);

## Sinais e sintomas
Os sintomas clássicos que caracterizam a síndrome são:
- Diferença notável no tamanho da pupila entre os dois olhos (anisocoria)
- Abertura lenta e menor dilatação de uma das pupila (miose)
- Queda de uma das pálpebras superiores (ptose)
- Pouca ou nenhuma suor na parte do rosto afetada (anidrose)

## Diagnóstico
Pode ser sinal de outras doenças e de vulnerabilidade a problemas cardiovasculares e neurológicos, por isso é importante encontrar a causa através de exames como:
- Exames de sangue
- Angiografia cerebral por ressonância magnética (ACRM)
- Raio-X do tórax
- Tomografia computadorizada do cérebro
- Punção lombar

## Tratamento
O tratamento tem como objetivo prevenir outros problemas neurológicos e cardiovasculares ocasionados pela mesma causa, por exemplo aneurisma ou aterosclerose. Os sintomas podem regredir dependendo da causa se tratada corretamente, por exemplo, se o problema for um tumor comprimindo o nervo a retirada do tumor pode resolver o problema. 